# Taeniogalumna sphaerula
Taeniogalumna sphaerula är en kvalsterart som beskrevs av Balogh 1962. Taeniogalumna sphaerula ingår i släktet Taeniogalumna och familjen Galumnidae. Inga underarter finns listade i Catalogue of Life.